# Tephrosia multijuga
Tephrosia multijuga es una especie de planta perteneciente a la familia Fabaceae. Como reconocimiento a su labor en este género se le dedica esta especie al Dr. Carroll E. Wood, Jr de la Universidad de Harvard. La época de la floración es de octubre a enero.

## Clasificación y descripción
Planta perenne erecta, herbácea, de 0,5-2 m de alto. Tallos subcilindricos. Hojas de (8) 13-25 cm de largo, pecíolos de 5-15 mm de largo; estípulas lineal-lanceoladas, acuminadas de 6-7 mm de largo usualmente caducas; folíolos 11-23, de (30) 60-100 mm de largo y (11) 15-21 (29) mm de ancho, folíolos inferiores pequeños, elípticos a ovado-lanceolados, 26-65 mm de largo 7-21 mm de ancho, delgados, con venación conspicua, haz glabro.
Inflorescencias terminales y axilares, 1 a 3 ramas por axila, inflorescencias en pseudorracimos de (4) 12-16 cm de largo, pedúnculos (6) 21-38 mm de largo. Brácteas de 6-8 mm de largo, persistentes; brácteas secundarias 5-8 mm de largo, persistentes, bracteolas ausentes. Pedicelos 5-7 mm de largo. Cáliz de 5-6 mm de largo. Flores rosado lilas. Tubo estaminal 10-11 mm de largo, estambres pseudomonadelfos, axilar libre en la base, estilo barbado en el margen vexilar. Fruto maduro casi recto, 3-4 cm de largo, 5-6 mm de ancho, semillas de 5 a 7 casi cilíndricas u oblongas, pardo claras a grises, 3-4 mm de largo, 2,5 mm de ancho y 2 mm de grosor.

## Distribución
México: Oaxaca, en la Sierra Madre del Sur, sobre las sierras de San Pedro el Alto y Malinaltepec, en las zonas de San Gabriel Mixtepec y Putla de Guerrero.

## Hábitat
En bosques de Pinus (pinos) y Quercus (robles), en altitudes de 800 a 950 m s. n. m.